# Sultanat de Bulungan

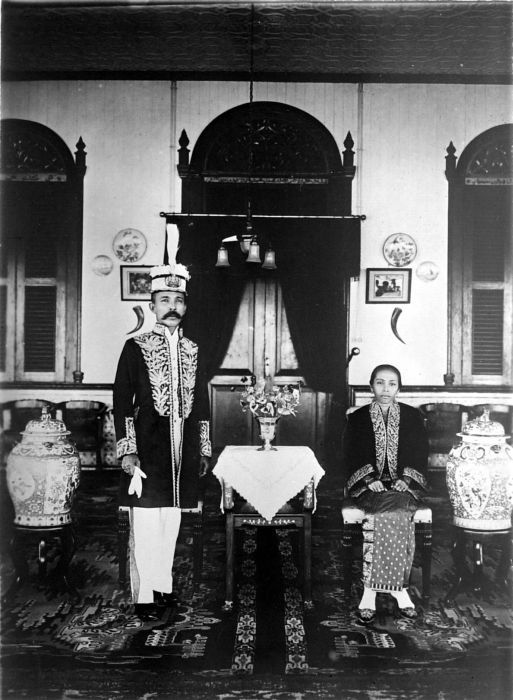
Le sultan Jalaluddin de Bulungan (vers 1940)

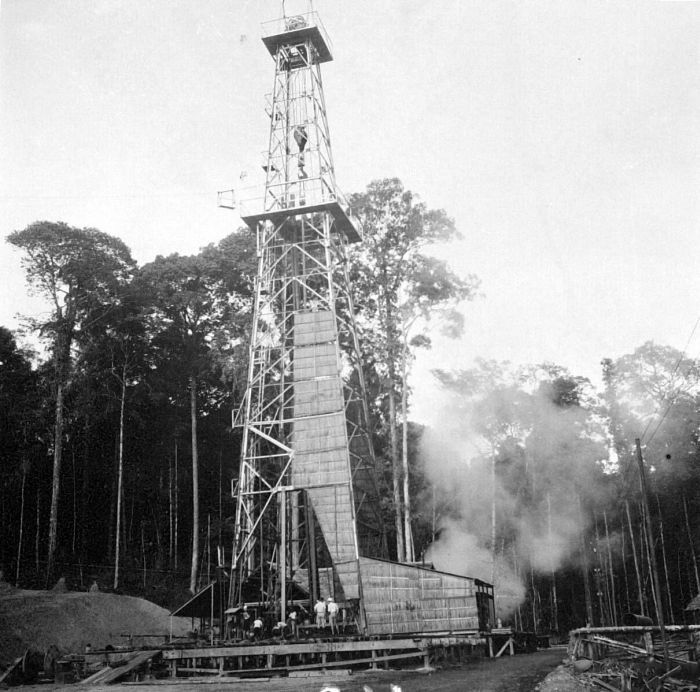
Appareil de forage pétrolier de la Nederlandsche Koloniale Petroleum Maatschappij

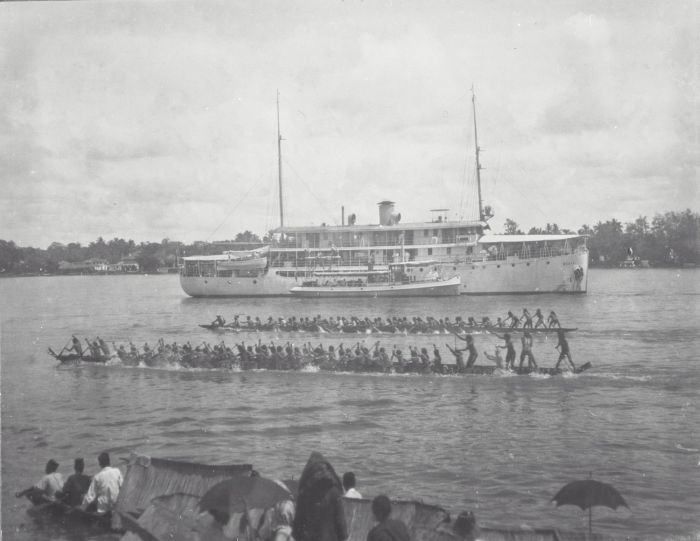
Course d'aviron lors d'une visite de fonctionnaires coloniaux au sultan (vers 1930)

Le sultanat de Bulungan était un État princier d'Indonésie qui exista de 1731 à 1964, situé dans l’actuel kabupaten de Bulungan dans la province indonésienne de Kalimantan du Nord, dans l’est de l’île de Bornéo.
Le sultanat a été fondé par un groupe kayan de l’intérieur, les Uma’ Apan, originaire de la région de l’Apo Kayan, qui s’était établi près de la côte au XVIIe siècle. Vers 1650, une princesse de ce groupe aurait épousé un homme venu de Brunei. Ce mariage fonde une lignée hindouiste qui s’établit dans la région de l’actuelle Tanjung Selor. Vers 1750, cette dynastie se convertit à l’islam. Ses souverains prennent le titre de sultan et se reconnaissent vassaux du sultan de Berau, ce dernier se reconnaissant lui-même vassal du royaume de Kutai.
En 1850, les Hollandais, qui ont conquis Berau en 1834 et imposé leur souveraineté à Kutai en 1848, signent avec le sultan de Bulungan un Politiek Contract. Désireux de combattre la piraterie et le trafic d’esclaves, ils commencent à intervenir dans la région. 
Jusqu’en 1860, Bulungan est sous la coupe des Tausug du sultanat de Sulu. Durant cette période, des bateaux de Sulu se rendent à Tarakan et de là, dans l’intérieur de Bulungan pour commercer directement avec les Tidung. Cette influence prend fin en 1878 avec la signature d’un traité entre les Anglais et les Espagnols ayant pour objet Sulu.
En 1881, la North Borneo Chartered Company est créée, ce qui met le nord de Bornéo sous juridiction britannique, mais que les Hollandais commencent par refuser. Le sultanat est finalement intégré dans l’empire colonial des Indes néerlandaises dans les années 1880. Les Hollandais installent un poste gouvernemental à Tanjung Selor en 1893. Dans les années 1900, comme bien d’autres Etats princiers de l’archipel, le sultan est contraint de signer une Korte Verklaring, une « courte déclaration » par laquelle il cède l’essentiel de ses pouvoirs sur les terres en amont.
Les Hollandais finissent par reconnaître la frontière entre les deux juridictions en 1915. Le sultanat se voit imposer le statut de Zelfbestuur, « auto-administration », en 1928, là encore comme nombre d’Etats princiers des Indes néerlandaises.
La découverte de pétrole par la BPM (Bataafse Petroleum Maatschappij) dans les îles de Bunyu et Tarakan va donner une grande importance à Bulungan pour les Hollandais, qui font de Tarakan le chef-lieu de la région.
Après la reconnaissance de l’indépendance de l’Indonésie par le royaume des Pays-Bas, le territoire de Bulungan reçoit le statut de wilayah swapraja ou « territoire autonome » au sein de la république en 1950, puis de wilayah istimewa ou « territoire spécial » en 1955. Le dernier sultan, Jalaluddin, meurt en 1958. Le sultanat est aboli en 1959 et le territoire devient un simple kabupaten ou département.

## Source
- Burhan Magenda, East Kalimantan: the decline of a commercial aristocracy, Cornell Modern Indonesia Project, 1991,  (ISBN 0-87763-036-4)
- Sellato, Bernard, Forest, Resources and People in Bulungan, Center for International Forestry Research, 2001,  (ISBN 979-8764-76-5)